# Khalil Rza Uluturk
Khalil Rza Uluturk (en azerí Xəlil Rza Ulutürk), (21 de octubre de 1932 en la región de Salyan – 22 de junio de 1994 en Bakú) fue un poeta de Azerbaiyán.

## Estudios y actividades laborales
En 1954 se graduó como periodista en la Universidad Estatal de Azerbaiyán. También estudió cursos de literatura para escritores y poetas en un instituto académico llamado Máximo Gorki. Trabajó en la revista Mujer Azerbayana. En 1985 se doctoró en filología. Desde 1969 hasta su muerte trabajó en el Instituto de Literatura de Bakú.
En enero de 1990, Uluturk fue arrestado por liderar movimiento nacional azerbayano que se oponía a la Unión Soviética y fue encarcelado durante 22 meses en Moscú y en Rostov, en la prisión de Lefórtovo.

## Obras
Khalil Rza publicó cerca de 35 libros (20 durante su vida, y el resto como obra póstuma a cargo de su esposa). Muchos poemas suyos han sido musicalizados. Sus obras más conocidas son:
- Məhəbbət dastanı (Poema de amor, 1961).
- Ucalıq (Prestigio, 1973).
- Hara gedir bu dunya? (¿A dónde va el mundo? 1983).
- Davam edir '37 (El año sigue vivo, 1991).
- Ayla günəş arasında (Entre el sol y la luna, 1992).
- Mən şərqəm (Yo soy el este, 1994).

## Galardones
- Poeta del pueblo azerbayano 1995.
- Orden de la independencia (en azerí Istiglal Ordeni).